# Česká fotbalová liga 1998/1999
Sezóna 1998/1999 ČFL byla 6. sezónou v samostatné české fotbalové lize. Vítězství a postup do 2. fotbalové ligy 1999/2000 si zajistil tým SK Spolana Neratovice. Týmy TJ Kaučuk Kralupy nad Vltavou, 1. FC Plzeň a SK Smíchov sestoupily do divize. Tým FC Dukla „B“ byl po sezóně nahrazen týmem FC DROPA Střížkov.

## Tabulka
| Poř. | Tým                           | Z  | V  | R  | P  | VG | OG | B  |
| ---- | ----------------------------- | -- | -- | -- | -- | -- | -- | -- |
| 1.   | SK Spolana Neratovice         | 34 | 24 | 7  | 3  | 81 | 35 | 79 |
| 2.   | FK Admira/Slavoj              | 34 | 18 | 9  | 7  | 68 | 31 | 63 |
| 3.   | FK Jiskra Třeboň              | 34 | 18 | 6  | 10 | 67 | 46 | 60 |
| 4.   | VT Chomutov                   | 34 | 15 | 13 | 6  | 62 | 35 | 58 |
| 5.   | AFK Sokol Semice              | 34 | 16 | 7  | 11 | 46 | 47 | 55 |
| 6.   | SK Sparta Krč                 | 34 | 15 | 7  | 12 | 51 | 37 | 52 |
| 7.   | AFK Chrudim (N)               | 34 | 13 | 10 | 11 | 58 | 49 | 49 |
| 8.   | SK EMĚ Mělník                 | 34 | 11 | 12 | 11 | 51 | 47 | 45 |
| 9.   | FK Teplice „B“                | 34 | 13 | 5  | 16 | 61 | 66 | 44 |
| 10.  | AC Sparta Praha „B“           | 34 | 10 | 13 | 11 | 35 | 38 | 43 |
| 11.  | SK Hradec Králové „B“ (N)     | 34 | 11 | 9  | 14 | 40 | 43 | 42 |
| 12.  | TJ Sokol Milín (N)            | 34 | 11 | 7  | 16 | 44 | 61 | 40 |
| 13.  | SK Slovan Varnsdorf (N)       | 34 | 8  | 15 | 11 | 42 | 50 | 39 |
| 14.  | FC Dukla „B“                  | 34 | 10 | 9  | 15 | 41 | 50 | 39 |
| 15.  | SK Slavia Praha „B“           | 34 | 10 | 9  | 15 | 51 | 66 | 39 |
| 16.  | TJ Kaučuk Kralupy nad Vltavou | 34 | 9  | 5  | 20 | 34 | 72 | 32 |
| 17.  | 1. FC Plzeň                   | 34 | 8  | 6  | 20 | 38 | 82 | 30 |
| 18.  | SK Smíchov (N)                | 34 | 6  | 11 | 17 | 60 | 75 | 29 |

Poznámky:
- Z = Odehrané zápasy; V = Vítězství; R = Remízy; P = Prohry; VG = Vstřelené góly; OG = Obdržené góly; B = Body;  (S) = Mužstvo sestoupivší z vyšší soutěže;  (N) = Mužstvo postoupivší z nižší soutěže (nováček)

|  | 2. česká fotbalová liga 1999/2000 |
|  | Sestup                            |

## Soupisky mužstev

### SK Spolana Neratovice
David Lomský (-/0),
Martin Svoboda (-/0) –
Kamil Dvořák (-/0),
Tomáš Fingerhut (-/0),
David Fukač (-/0),
Josef Gabčo (-/2),
Pavel Grznár (-/5),
Martin Chýle (-/3),
Miroslav Jirka (-/12),
Petr Kašťák (-/5),
Z. Kočárek (-/0),
Luděk Kokoška (-/0),
Petr Krištůfek (-/2),
Jiří Maruška (-/1),
Jiří Mašek (-/6),
Martin Matlocha (-/6),
Matu (-/1),
Martin Pazdera (-/1),
M. Souhrada (-/1),
Jan Studený (-/0),
Radek Šelicha (-/19),
Jaroslav Škoda (-/6),
... Šmíd (-/4),
R. Šťastný (-/0),
Antonín Valtr (-/5),
R. Vlk (-/1),
Jaroslav Vrábel (-/1) –
trenéři Luboš Urban a Michal Zach

### FK Admira/Slavoj
Oldřich Meier (-/0),
Miroslav Miller (-/0) –
F. Bouček (-/0),
Jiří Cacák (-/0),
David Filinger (-/8),
Tibor Fülöp (-/3),
J. Hartman (-/0),
Daniel Hevessy (-/0),
P. Chalupník (-/0),
M. Janků (-/0),
Michal Jiráň (-/16),
Pavel Krmaš (-/1),
Vojtěch Kubányi (-/5),
Luboš Kučera (-/2),
Martin Kučera (-/1),
Tomáš Kučera (-/1),
Z. Kuneš (-/0),
Richard Margolius (-/3),
Martin Mašek (-/0),
Matěj Mihok (-/0),
Jan Míl (-/3),
Radek Miřatský (-/3),
Vítězslav Mojžíš (-/0),
Petr Pfeifer (-/3),
Antonín Plachý (-/2),
M. Rak (-/1),
Dan Smejkal (-/2),
M. Starý (-/0),
Miroslav Vápeník (-/6),
Marek Vomáčka (-/1),
Zdeněk Vopat (-/3),
Jan Zelenka (-/1),
Radek Zlatník (-/2) –
trenér František Adamíček

### FK Jiskra Otavan Třeboň
M. Dvořák (-/0),
T. Skála (-/0) -
J. Beneda (-/4),
T. Bílek (-/3),
... Dufek (-/0),
L. Edelmann (-/0),
M. Fojtík (-/5),
P. Hitzger (-/0),
J. Houdek (-/0),
V. Kocourek (-/9),
Robert Kochlöfl (-/3),
Bronislav Křikava (-/1),
V. Leština (-/2),
O. Matouš (-/1),
V. Moravec (-/0),
Zdeněk Pahr (-/13),
Jan Pasák (-/0),
M. Rezek (-/0),
M. Šulc (-/0),
Petr Šulc (-/3),
D. Vácha (-/0),
Evžen Vohák (-/8), 
Milan Vrzal (-/6) -
trenéři Jiří Jurásek

### VT Chomutov
Martin Luger (-/0),
Radek Zaťko (-/0) -
M. Březina (-/4),
L. Cejthamr (-/0),
Ladislav Doksanský (-/1),
J. Eiselt (-/0),
Svatopluk Habanec (-/94),
Roman Harvatovič (-/4),
Jaroslav Hauzner (-/18),
Daniel Hevessy (-/1),
Martin Chýle (-/2),
Pavel Kareš (-/2),
Zdeněk Kotalík (-/2),
Martin Maděra (-/8),
P. Moravčík (-/1),
Karel Rezek (-/0),
J. Sláma (-/0),
Marek Smola (-/1),
Petr Strouhal (-/3),
M. Svoboda (-/0),
A. Šebek (-/0),
Martin Šourek (-/1),
R. Tschernay (-/0),
Martin Vašina (-/4),
Radek Vytrhlík (-/0) -
trenéři Karel Chlad a Přemysl Bičovský

### AFK Sokol Semice
M. Eichler (-/0),
J. Janota (-/0),
Radim Straka (-/0),
T. Tykva (-/0) -
V. Bašus (-/0),
Jan Cempírek (-/1),
J. Čapek (-/0),
Zdeněk Doležal (-/0),
Jiří Dozorec ml. (-/2),
J. Duška (-/0),
J. Houška (-/0),
M. Janáček (-/0),
V. Jíra (-/0),
M. Jiránek (-/0),
Martin Kacafírek (-/8),
M. Manhart (-/2),
L. Novotný (-/4),
J. Pavliš (-/0),
V. Píša (-/0),
Tomáš Pivokonský (-/0),
I. Plecitý (-/0),
Ladislav Prošek (-/0),
Oldřich Rek (-/7),
M. Remsa (-/0),
Jaroslav Semecký (-/2),
Tomáš Semecký (-/6),
Jakub Slunéčko (-/4),
Václav Sosnovský (-/0),
M. Svoboda (-/6),
David Šindelář (-/3),
Lukáš Volf (-/0) -
trenér Jiří Dozorec st.

### SK Sparta Krč
Jan Blažka (-/0),
Štěpán Kolář (-/0) -
Jiří Bezpalec (-/1),
J. Bílek (-/0),
K. Biskup (-/0),
D. Budina (-/0),
R. Duda (-/5),
R. Haringa (-/0),
Tomáš Havlíček (-/0),
T. Herynek (-/0),
L. Hrabal (-/0),
Pavel Kletečka (-/5),
Karel Kocián (-/10),
Karel Kristen (-/2),
L. Kurucz (-/1),
M. Mareš (-/1),
P. Moravec (-/4),
L. Olmr (-/0),
Petr Pavlík (-/0),
Ondřej Prášil (-/2),
P. Průša (-/0),
J. Roubínek (-/0),
Alexandr Samuel (-/0),
František Ševinský (-/4),
Jan Šimr (-/1),
Vladimír Šimr (-/13),
P. Štěpánek (-/0),
P. Šulc (-/0) -
trenér Zdeněk Andrlík

### AFK Chrudim
R. Krám (-/0),
Robert Lankaš (-/0),
Tomáš Meller (-/0) - 
Jiří Adámek (-/0),
Petr Čalkovský (-/0),
Dušan Dvořák (-/12),
M. Haman (-/0),
M. Holub (-/3),
T. Koblížek (-/0),
T. Kolárek (-/0),
Jiří Kovárník (-/3),
T. Langr (-/0),
Tomáš Linhart (-/1),
R. Malý (-/1),
Aleš Nešický (-/0),
R. Pilný (-/4),
T. Růžička (-/2),
P. Řezníček (-/5),
P. Shejbal (-/4),
V. Svoboda (-/0),
A. Uher (-/3),
Jan Uhlíř (-/3),
Petr Vladyka (-/15),
J. Zavřel (-/1) -
trenér Jaroslav Pecina

### SK EMĚ Mělník
Josef Bejr (-/0),
Martin Šporka (-/0),
Petr Víšek (-/0) - 
Deniel Bárta (-/7),
Martin Braný (-/1),
T. Brych (-/0),
... Cacák (-/1),
František Douděra (-/1),
P. Dvorný (-/0),
T. Fidler (-/0),
P. Hatina (-/0),
... Hofman (-/3),
... Hyka (-/0),
M. Jancuch (-/0),
Ondřej Ketner (-/0),
T. Kozel (-/0),
Martin Mašek (-/0),
... Matějček (-/1),
Jaromír Morávek (-/3),
J. Novotný (-/0),
M. Pospíšil (-/0),
Ladislav Prošek (-/0),
T. Průcha (-/0),
Petr Rydval (-/0),
Ivo Staš (-/6),
J. Šimek (-/13),
D. Šimon (-/2),
M. Šplíchal (-/0),
P. Tichý (-/0),
Libor Tomášek (-/4),
... Vacek (-/5),
... Veselý (-/0),
Michal Voljanskij (-/2),
Prokop Výravský (-/0),
A. Zikmund (-/1) -
trenér Josef Hloušek

### FK Teplice „B“
Jan Četverik (-/0),
Pavel Kučera  (-/0) –
Luděk Altman (-/1),
Jiří Andrušák (-/2),
J. Bačkovský (-/0),
M. Brandl (-/0),
R. Březina (-/8),
Michal Doležal (-/9),
Tomáš Heřman (-/2),
Jaromír Jindráček (-/2),
Zlatko Košťál (-/0),
David Köstl (-/2),
M. Kresta (-/0),
J. Mikloš (-/0),
Aleš Pikl (-/2),
L. Přerost (-/0),
Miroslav Rada (-/1),
R. Řepka  (-/2),
R. Salák (-/1),
Pavel Sedláček (-/4),
Jiří Sita (-/2),
J. Svoboda (-/0),
D. Šenk (-/0),
P. Štefanský (-/0),
Vít Turtenwald (-/3),
Štěpán Vachoušek (-/11),
Petr Voříšek (-/7),
Radek Zlatník (-/1),
V. Žofka  (-/0) –
trenér Petr Němec

### AC Sparta Praha „B“
Patrik Kolář (-/0),
M. Mojžíš (-/0),
Zdeněk Trmal (-/0) -
Jiří Dohnal (-/3),
Viktor Dolista (-/8),
Filip Dort (-/0),
David Hrubý (-/0),
Roman Kolín (-/1),
David Kopta (-/3),
K. Kříž (-/0),
Petr Lukáš (-/8),
D. Mojžíš (-/0),
D. Müller (-/0),
Jiří Müller (-/0),
J. Novák (-/0),
Pavel Novotný (-/2),
V. Pecka (-/0),
Petr Prokop (-/5),
M. Rak (-/0),
Tomáš Rosický (-/1),
Martin Šádek (-/0),
Milan Šafr (-/2),
Michal Ščasný (-/2),
Jaromír Šmerda (-/0),
M. Šrámek (-/0),
Karel Tošnar (-/0),
Zdeněk Vořechovský (-/5) -
trenér Miroslav Starý

### SK Hradec Králové „B“
J. Dostál (-/0),
I. Nikl (-/0) -
J. Babka (-/0), 
Martin Bortlík (-/0),
Tomáš Bouška (-/2),
Jan Brendl (-/8),
Pavel Černý st. (-/1),
Ladislav Doseděl (-/1),
Z. Dvořák (-/0),
P. Hošek (-/0),
J. Hronek (-/1),
Jaroslav Chaloupka (-/0),
Josef Chaloupka (-/0),
Daniel Kaplan (-/1),
Radovan Klička (-/1),
P. Král (-/2),
Jan Kraus (-/11),
Pavel Košťál (-/0),
Jaroslav Moník (-/0),
Lubomír Myšák (-/0),
Adrian Rolko (-/1),
Petr Samek (-/2),
Rudolf Skácel (-/3),
Ondřej Szabo (-/5),
Michal Šmíd (-/1),
Jaroslav Unger (-/1),
Michal Vaniš (-/1) -
trenéři Václav Kotal a Milan Petřík

### TJ Sokol Milín
J. Klimeš (-/0),
J. Málek (-/0),
D. Palus (-/0),
Roman Solnař (-/0),
J. Valkoun (-/0) -
Antonín Barák (-/2), 
Jiří Birhanzl (-/3),
Josef Doubek (-/0),
T. Fenik (-/0),
S. Gabriel (-/1),
Vladimír Halgaš (-/0),
Josef Hejna (-/0),
P. Janota (-/9),
P. Káník (-/2),
V. Kratochvíl (-/1),
V. Krejčí (-/0),
A. Kroupa (-/0),
Miloš Nepivoda (-/0),
Zdeněk Staroba (-/0),
Radek Šindelář (-/3),
Z. Vopat (-/2),
J. Vršecký (-/3),
Jan Zušťák (-/18) -
trenér František Barát

### SK Slovan Varnsdorf
J. Ineman (-/0),
R. Novák (-/0),
Martin Vaňák (-/0) -
Karel Andok (-/1),
J. Barič (-/0),
K. Bělina (-/3),
J. Burián (-/0),
P. Dvořák (-/0),
J. Eliáš (-/0),
M. Eliáš (-/0),
R. Fojta (-/0),
P. Gabriel (-/2),
Jan Gruber  (-/0),
M. Jouza (-/4),
Jan Kopaňko (-/7),
P. Koudelka (-/0),
L. Kubeš (-/2),
J. Majer (-/2),
Josef Mlejnek (-/0),
F. Picek (-/2),
Zbyněk Přibyl (-/0),
L. Rudínský (-/0),
... Sedláček (-/7),
Richard Sitarčík (-/9),
Ladislav Šerák (-/0),
M. Šimon (-/0),
Vlastimil Šmalcl (-/3),
Jan Žebro (-/0) -
trenér Stanislav Procházka

### FC Dukla „B“
L. Pružina (-/0),
Roman Solnař (-/0),
Michal Šilhavý  (-/0) -
Jiří Antoš (-/0),
Václav Černý (-/0),
Radek Čížek (-/0),
Michal Hoffmann (-/9),
Petr Jendruščák (-/1),
Michal Káník (-/1),
J. Kohout (-/0),
F. Krejča (-/0),
Michal Macek (-/0),
T. Macek (-/6),
Lumír Mistr (-/2),
Marek Mucha (-/4),
David Nehoda (-/0),
C. Niciforo (-/1),
Marcel Pacovský (-/3),
Roman Pučelík (-/0),
Jan Riegel (-/4),
Jiří Rychlík (-/1),
Michal Seman (-/1),
Jiří Svojtka (-/1),
Martin Špinar (-/0),
Hynek Talpa (-/2),
Marian Viskup (-/1),
A. Weiner (-/0),
Tomáš Zápotočný (-/2) -
trenéři Roman Pučelík a Pavel Nováček

### SK Slavia Praha „B“
Martin Slavík (-/0),
J. Tomeš (-/0) -
Karim Adippe (-/1),
J. Bošanský (-/2),
M. Brabec (-/3),
Pavel David (-/0),
Tomáš Dixa (-/7),
Richard Dostálek (-/1),
J. Durdis (-/0),
P. Dvořák (-/2),
Jan Fíček (-/1),
Filip Herda (-/0),
M. Hocek (-/0),
P. Holšík (-/0),
Marek Isteník (-/5),
Tomáš Kounovský (-/4), 
Tomáš Kučera (-/1),
Tomáš Kuchař (-/2),
M. Lepeška (-/0),
Tomáš Majdloch (-/0),
D. Mally (-/0),
Tomáš Michal (-/0),
Václav Paleček (-/1),
Adam Petrouš (-/1),
J. Pfleger (-/2),
Martin Pohořelý (-/4),
Tomáš Poláček (-/1),
Filip Stibůrek (-/6),
Jiří Šádek (-/1), 
Daniel Šebor (-/1),
Tomáš Šilhavý (-/1),
Pavel Volšík (-/1) -
trenér Jaroslav Janoušek

### TJ Kaučuk Kralupy nad Vltavou
J. Mleziva (-/0),
V. Slezák (-/0),
V. Stránský (-/0) -
D. Bárta (-/0),
F. Blažek (-/0),
Marek Brajer (-/5),
J. Faifr (-/0),
Stanislav Hejkal (-/0),
J. Houdek (-/0),
Miroslav Chytra (-/1),
M. Kopecký (-/0),
P. Kudláček (-/0),
M. Liška (-/0),
P. Liška (-/2),
Jan Machara (-/0),
Michal Mára (-/0),
Daniel Mašek (-/6),
M. Medal (-/0),
Radek Miřatský (-/3),
F. Novák (-/0),
Tomáš Pařízek (-/1),
R. Slavíček (-/0),
Petr Svoboda (-/2),
David Šefrna (-/1),
... Šetinin (-/2),
Karel Tošnar (-/0),
Václav Trojan (-/0), 
Milan Záleský (-/1),
T. Zimmermann (-/1) -
trenéři Zdeněk Peclinovský a Milan Štěrba

### 1. FC Plzeň
T. Rada (-/0),
Z. Slováček (-/0),
M. Šatra (-/0),
David Šmejkal (-/0) -
Petr Andrlík (-/1),
J. Barczik (-/1),
V. Beránek (-/0),
V. Bončo (-/0),
P. Cafourek (-/0),
Petr Dlesk (-/0),
... Draksl (-/1),
Robert Fiala (-/2),
Z. Folprecht (-/0),
J. Frýzek (-/0),
M. Hackr (-/4),
Z. Hacker (-/0),
Petr Hlavsa (-/5),
D. Hořínek (-/0),
J. Hudeček (-/0),
Daniel Huňa (-/3),
Martin Chaluš (-/2),
L. Kaufman (-/0),
Václav Koudela (-/1),
R. Mathauser (-/0),
Miroslav Mika (-/0),
... Procházka (-/2),
M. Sihelský (-/0),
Petr Smíšek (-/3),
Jiří Sýkora (-/1),
Jiří Šámal (-/0),
Jiří Šanda (-/0),
... Šimek (-/8),
J. Štěch (-/0),
P. Větrovský (-/0),
A. Young (-/0) -
trenéři Jiří Lopata a Jiří Krušina

### SK Smíchov
Václav Kostlivý (-/0), 
Petr Oudran (-/0) - 
O. Bárta (-/0),
P. Bartejs (-/13),
Ladislav Čejka (-/6),
Tomáš Dufek (34/1),
Petr Fila (-/0), 
M. Fišer (-/0),
M. Harant (-/0),
Petr Homola (-/4),
V. Hruška (-/1),
M. Ivančík (-/0), 
Jiří Kabyl (-/1),
Aleš Kejmar (-/3),
P. Kraus (-/2),
A. Marek (-/1),
Martin Matoušek (-/11),
Jaroslav Myslivec (-/0),
Radek Povýšil (-/1),
Adam Randák (-/0),
Václav Rys (-/4),
Gustav Suchan (-/1),
Čestmír Šturma (-/1),
Jaroslav Vondrák (-/10) -
trenéři Václav Knížek a Vladimír Hruška